# Derval O'Rourke
Derval O'Rourke (28 maggio 1981) è un'ex ostacolista irlandese.

## Palmarès
| Anno | Manifestazione   | Sede       | Evento   | Risultato  | Prestazione | Note             |
| ---- | ---------------- | ---------- | -------- | ---------- | ----------- | ---------------- |
| 2001 | Europei under 23 | Amsterdam  | 100 m hs | 7ª         | 12"57       |                  |
| 2003 | Europei under 23 | Bydgoszcz  | 100 m hs | 4ª         | 12"96       |                  |
| 2005 | Universiadi      | Smirne     | 100 m hs | Bronzo     | 13"02       |                  |
| 2005 | Universiadi      | Smirne     | 4x100 m  | Bronzo     | 44"69       |                  |
| 2006 | Mondiali indoor  | Mosca      | 60 m hs  | Oro        | 7"84        |                  |
| 2006 | Europei          | Göteborg   | 100 m hs | Argento    | 12"72       |                  |
| 2009 | Europei indoor   | Torino     | 60 m hs  | Bronzo     | 7"97        |                  |
| 2009 | Mondiali         | Berlino    | 100 m hs | 4ª         | 12"67       | Record nazionale |
| 2010 | Europei          | Barcellona | 100 m hs | Argento    | 12"65       |                  |
| 2011 | Europei indoor   | Parigi     | 60 m hs  | 4ª         | 7"96        |                  |
| 2011 | Mondiali         | Taegu      | 100 m hs | Semifinale | dns         |                  |
| 2013 | Europei indoor   | Göteborg   | 60 m hs  | Bronzo     | 7"95        |                  |